# Georges Ndoum
Georges Ndoum (* 31. Juli 1985, gelegentlich auch N’Doum geschrieben) ist ein ehemaliger kamerunischer Fußballspieler.

## Karriere

### Verein
Der Innenverteidiger spielte bis Juli 2004 in der zweiten Mannschaft von Borussia Mönchengladbach, ehe er nach Italien wechselte. Er schloss sich dort der US Vibonese Calcio an, wo er eine Spielzeit lang blieb. Im Sommer 2005 wechselte er zum KFC Uerdingen 05.
Nach einer Spielzeit verließ er Krefeld im Sommer 2006 und war zunächst vertragslos. Im Dezember 2006 schloss sich Ndoum der zweiten Mannschaft des MSV Duisburg an. Am 22. September 2007 wurde er von Trainer Rudi Bommer in den Bundesligakader für das Spiel gegen Hansa Rostock berufen. Sein Bundesliga-Debüt gab der Kameruner am 25. September 2007 gegen den FC Schalke 04, als er in der Nachspielzeit für den verletzten Fernando ins Spiel kam. Am 19. Oktober 2007 gab er sein Startelf-Debüt und spielte gegen Energie Cottbus 90 Minuten durch. Es blieben aber seine einzigen beiden Einsätze in der Bundesligasaison 2007/08. Zur Saison 2008/09 wechselte er zum AC Horsens nach Dänemark, wo er jedoch nur bis Dezember 2008 blieb. Ab Sommer 2009 spielte er für den FC Wegberg-Beeck zunächst in der NRW-Liga, 2011 folgte der Abstieg in die Verbandsliga. Nach drei Jahren beim FC Wegberg wechselte N'doum im Juni 2012 zum TuS Bösinghoven. Zuletzt spielte er beim Bezirksligisten Germania Kückhoven.

### Nationalmannschaft
Am 9. September 2007 absolvierte Ndoum gegen Marokko sein erstes Spiel für die U-23-Nationalmannschaft Kameruns. Beim 3:2-Sieg erzielte er das entscheidende Tor.